# Lynn Stalmaster
Lynn Stalmaster (Omaha, Nebraska, 1927. november 17. – Los Angeles, Kalifornia, 2021. február 12.) amerikai szereposztó rendező (casting director), akinek filmjei meghatározzák a hatvanas és hetvenes évek amerikai filmvilágát, az általa kiválasztott színészek pedig mára klasszikusnak számító karaktereket játszanak. 2003-ban megkapta a casting rendezőket tömörítő Casting Society of America (CSA) Hoyt Bowers-életműdíját, 2016-ban pedig első szereposztó rendezőként kapott Oscar-életműdíjat. A CSA által adományozott, nem castingnek járó életműdíjat Lynn Stalmasterről nevezték el.

## Pályafutása
1951-ben a Samuel Fuller rendezte Acélsisak és Nicholas Ray Repülő Vadmacskák című háborús filmjében kapott kisebb szerepet. Egy évvel később asszisztensként kezdett el dolgozni a sikeres Gross-Krasne televíziós produkciós irodánál. Bár a Big Town című tévésorozatban is játszott, de egyre jobban bedolgozta magát a casting-osztályba. Bár nem volt korábbi gyakorlata, de főnökeinek feltűnt tehetsége és megkapta a lehetőséget, hogy öt tévésorozat szereplőit kiválassza. 
1955-ben elsőként megalapította saját casting-vállalkozását, ahol először tévésorozatokhoz kezdett el szereplőket válogatni, majd jöttek a játékfilmek, de gyakran fel sem tüntették a nevét. Neve nem jelenik meg az Ítélet Nürnbergben, a West Side Story, A nagy szökés, vagy a Diploma előtt című filmeknél. Ebben az időben a színészek nem voltak hosszabb ideig szerződésekkel a stúdióikhoz láncolva, így szabadon válogathattak a szerepekből, Stalmaster pedig meglovagolta ezt a lehetőséget. Sőt, kevésbé ismert színházban dolgozó színészeket is alkalmazni kezdett. 
Ő válogatta ki a Gunsmoke és Have Gun – Will Travel című nagy sikerű westernsorozatok összes szereplőjét, ami korábban elképzelhetetlen volt. 1954-ben felkerese Robert Wise filmrendező, aki készülő Élni akarok! című börtöndrámájához keresett színészeket és tetszett neki, ahogy Stalmaster sok új, a megszokottól eltérő színészt válogatott össze a Gunsmoke című westernsorozathoz. Az általa javasolt Susan Hayward pedig megkapta az Oscar-díjat legjobb női főszereplő kategóriában. 1968-ban ő volt az első  casting rendező, akinek neve külön jelent meg egy film bevezetőjében, Norman Jewison A Thomas Crown-affér (1968) című krimijében.
Felfedezettjei közt van Jeff Bridges, Beau Bridges, Laura Dern, Christopher Reeve, Richard Dreyfuss, LeVar Burton, Jon Voight, és John Travolta. A mai értelemben vett casting rendezői munkakört ő és az ugyancsak úttörő munkát végző Marion Dougherty találták ki.

## Magánélete
Lynn Stalmaster apja bíró volt Nebraska Legfelsőbb Bíróságán. Gyermekkorában költöztek a kaliforniai Beverly Hills-be, hogy súlyos asztmáját kezeljék, itt végezte el iskoláit is, többek közt a híres Beverly Hills-i Gimnáziumot, ahol elkezdte érdekelni a színjátszás és a rádiójáték. A koreai háborúban besorozták, de csak rövid ideig szolgált, 1952-ben pedig a UCLA egyetemen színművészet szakon szerzett egyetemi diplomát. Testvére Hal Stalmaster színész.

## Legismertebb filmjei
- Gunsmoke (sorozat, 1955–1975)
- Élni akarok! (1958)
- The Untouchables (sorozat, 1959–1963)
- Aki szelet vet (1960)
- A gyerekek órája (Végzetes rágalom) (1961)
- Ketten a hintán (1962)
- Combat! (sorozat, 1962–1967)
- Irma, te édes (1963)
- A világ legszebb története – A Biblia (1965)
- Jönnek az oroszok! Jönnek az oroszok! (1966)
- Sógorom, a zúgügyvéd (1966)
- Forró éjszakában (1967)
- Micsoda buli (1967)
- A Thomas Crown-affér (1968)
- Ha kedd van, akkor ez Belgium (1969)
- A lovakat lelövik, ugye? (1969)
- Hegedűs a háztetőn (1971)
- Harold és Maude (1971)
- Gyilkos túra (1972)
- Eljő a jeges (1973)
- Duddy Kravitz céljai (1974)
- A galamb (tévéfilm, 1974)
- Hazatérés (1978)
- Konvoj (1978)
- Óvakodj a törpétől (1978)
- Superman (1978)
- Isten hozta, Mr... (1979)
- A rózsa (1979)
- Dutyi dili (1980)
- Rambo – Első vér (1982)
- Aranyoskám (1982)
- Az igazak (1983)
- A tövismadarak (1983)
- A folyó (1984)
- Apa és leánya (tévéfilm, 1984)
- Space (minisorozat, 1985)
- A könnyed élet (1986)
- Vaklárma (1989)
- Kék ég (1994)
- Az évszázad bűnesete (tévéfilm, 1996)
- Háború a Földön (2000)